# Gottlieb Jakob Planck

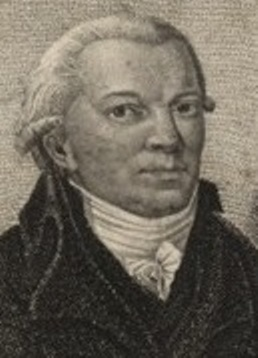
Gottlieb Jakob Planck

Gottlieb Jakob Planck (Nürtingen, 15 novembre 1751 – Gottinga, 1833) è stato uno storico tedesco e un religioso protestante.

## Biografia
Consigliere dell'Alto Concistoro, fu tra i fondatori della tendenza pragmatica nella storia ecclesiastica.
Tra le sue opere più importanti Geschichte der christlich-kirchlichen Gesellschafts-Verfassung, 5 voll., Hannover, bei den Gebrudern Hahn, 1803-1809, Geschichte des Christenthums in der Periode seiner ersten Einführung in die Welt, 2 voll., Göttingen, bey Vandenhoeck und Ruprecht, 1818, Ueber die Behandlung, die Haltbarkeit und den Werth des historischen Beweises für die Göttlichkeit des Christenthums, ibidem, 1821.